# Regions de Namíbia

La república de Namíbia es divideix, des de la proclamació d'independència de l'any 1990, en 13 regions (nom oficial en anglès: Regions of Namibia) administratives que es corresponen a regions de tipus geogràfic o històrico-culturals. La capital de Namíbia és Windhoek. Totes les regions i les capitals corresponents es poden veure en aquesta taula: 
| Núm. | Nom          | Superfície en km² | Núm. per superfície | Població | Capital       |
| ---- | ------------ | ----------------- | ------------------- | -------- | ------------- |
| 1    | Caprivi      | 19.532            | 10                  | 79.852   | Katima Mulilo |
| 2    | Erongo       | 63.586            | 6                   | 107.629  | Swakopmund    |
| 3    | Hardap       | 109.888           | 3                   | 67.998   | Mariental     |
| 4    | Karas        | 161.325           | 1                   | 69.677   | Keetmanshoop  |
| 5    | Kavango      | 43.418            | 7                   | 201.093  | Rundu         |
| 6    | Khomas       | 36.805            | 8                   | 250.305  | Windhoek      |
| 7    | Kunene       | 144.255           | 2                   | 68.244   | Opuwo         |
| 8    | Ohangwena    | 10.582            | 12                  | 227.728  | Oshikango     |
| 9    | Omaheke      | 84.732            | 5                   | 67.496   | Gobabis       |
| 10   | Omusati      | 13.638            | 11                  | 228.364  | Outapi        |
| 11   | Oshana       | 5.290             | 13                  | 192.000  | Oshakati      |
| 12   | Oshikoto     | 26.607            | 9                   | 160.788  | Tsumeb        |
| 13   | Otjozondjupa | 105.328           | 4                   | 135.723  | Otjiwarongo   |

Sovint es parla de les regions del sud, del centre oest, del centre est, del nord i del nord-est en dividir el país en regions tipogràfiques i geogràfiques en funció del lloc on es troben. Cadascuna de les 13 regions es divideix alhora en districtes electorals. Aquests districtes, de la mateixa manera que les regions, es formen a partir de diferències històrico-culturals existents. Aquest fet fa que el nombre i la mida dels districtes sigui molt desigual entre les diferents regions.
Namíbia consta de 102 districtes electorals en total. Cadascun d'aquests districtes elegeix un membre del Consell Regional de la regió a la qual pertany. Hi ha 13 Consells Regionals sense que cap zona del país es trobi dins d'un règim especial. Els districtes més habitats del país són Hakanana i Katutura, dins de l'àrea metropolitana de Windhoek, mentre el menys habitat és el districte d'Okatjali, a la regió d'Oshana. Val a dir que, en alguns casos, un mateix districte es dividí en dos, fent que la zona urbana i rural formessin dos districtes diferents.
A continuació teniu un llista de tots els districtes electorals de Namíbia ordenats per regions:

## Caprivi
- Kabbe
- Katima Mulilo (ciutat)
- Katima Mulilo (districte)
- Kongola
- Linyanti
- Sibinda

## Erongo
- Arandis
- Brandberg
- Karibib
- Omaruru
- Swakopmund
- Walfischbucht (ciutat)
- Walfischbucht (districte)

## Hardap
- Gibeon
- Maltahöhe
- Mariental (ciutat)
- Mariental (districte)
- Rehoboth (districte)
- Rehoboth Est (ciutat)
- Rehoboth Oest (ciutat)

## Karas
- Berseba
- Karasburg
- Keetmanshoop (ciutat)
- Keetmanshoop (districte)
- Lüderitz
- Oranjemund

## Kavango
- Kahenge
- Kapako
- Marshare
- Mpungu
- Mukwe
- Ndiyona
- Rundu (ciutat)
- Rundu (districte)

## Khomas
- Hakahana
- Katutura Est
- Khomasdal
- Kututura
- Soweto
- Waneheda
- Windhoek (districte)
- Windhoek Est (ciutat)
- Windhoek Oest (ciutat)

## Kunene
- Epupa
- Kamanjab
- Khorixas
- Opuwo
- Outjo
- Sesfontein

## Ohangwena
- Eenhana
- Endola
- Engela
- Epembe
- Ohangwena (districte)
- Okongo
- Omundaungila
- Ondobe
- Ongenga
- Oshikango

## Omaheke
- Aminuis
- Gobabis
- Kalahari
- Otjombinde
- Steinhausen

## Omusati
- Anamulenge
- Elim
- Ogongo
- Okahao
- Okalongo
- Oshikuku
- Outapi
- Ruacana
- Tsandi

## Oshana
- Okatana
- Okatjali
- Okatu
- Ompundja
- Ondangwa
- Ongwediva
- Oshakati
- Uukwiyu
- Uuvudhiya

## Oshikoto
- Engodi
- Guinas
- Oniipai
- Okangolo
- Okatope
- Olukonda
- Omuntele
- Omuthiygwiipundi
- Onayena
- Oshikoto (districte)
- Otavi
- Tsumeb

## Otjozondjupa
- Grootfontein
- Okahandja
- Okakarara
- Omatak
- Otavi
- Otjiwarongo